# 山崎佑奈
山崎 佑奈（やまさき ゆうな、1994年10月19日 - ）は、日本のタレント、グラビアアイドル、女優、兵庫県出身。

## プロフィール
2010年1月6日にファンタスター所属のタレントによるガールズユニット、ファンタピース（現・NEPシスターズ）でも活動していた（2012年1月29日卒業）。
趣味は料理。特技はダンス、ダジャレ。5歳下の妹がいる。

## 出演

### テレビ
- 女の子宣言! アゲぽよTV（毎日放送、2013年1月9日 - ） - アゲぽよガールズ4期生
- ビーバップ!ハイヒール（朝日放送） - 再現VTR
- FNS27時間テレビ にほんのれきし内「安土桃山時代学ぶヒストリー劇場大地震と富士山噴火と人々と]（2017年9月10日）
- 赤かぶ検事奮戦記7（2017年11月13日） - アヤ役
- 龍馬の遺言（NHK BSプレミアム、2017年12月29日） - 春嶽の女中
- FNS27時間テレビ にほん人は何を食べてきたのか?（2018年9月8日）

### 映画
- 「ミスムーンライト」（2017年2月26日、松本卓也監督）[2]

### 舞台
- メディアゲート「舞台版 ビーナスファンタジスタ 〜Thecrescendo in my heart〜[3]」（2012年8月29日 - 9月2日、赤坂レッドシアター）
- ソラプロ「あの空をこえて2015」（2015年11月8日、新神戸オリエンタル劇場）
- TUFF STUFF「放課後戦記2020[4]」Team Blue（2020年11月20日 - 22日、六行会ホール） - 珂睡眠 役

### TVCM
- 「志摩スペイン村」

## 作品

### DVD
- ゆうなごっこ（2010年、EIC-BOOK）
- 僕の太陽（2011年7月29日、スパイスビジュアル）
- Koh-Boh vol.8（2010年12月3日、海王社） - グラビア、付録DVD